# Яков V
Яков V (гэльск. Seumas V, англ. James V; 10 апреля 1512 — 14 декабря 1542) — король Шотландии (1513—1542) из династии Стюартов.

## Молодые годы
Яков V был сыном шотландского короля Якова IV и Маргариты Тюдор, сестры короля Англии Генриха VIII.
После смерти Якова IV во Флодденской битве в 1513 году на престол Шотландии взошёл его сын Яков V, которому не исполнилось ещё и двух лет. Регентский совет при малолетнем короле первоначально возглавила королева Маргарита Тюдор, однако её проанглийские симпатии и новый брак с графом Ангусом вызвал недовольство шотландской знати. В результате регентство было передано в 1515 году Джону Стюарту, герцогу Олбани. Период правления герцога Олбани в Шотландии (1515—1524 годы) характеризовался последовательной ориентацией внешней политики государства на Францию и относительной стабильностью внутри страны. Государственные таланты и личный авторитет герцога позволял поддерживать равновесие между двумя основными враждующими группировками баронов, возглавляемых графами Арраном и Ангусом.
В то же время в Шотландии усилились проанглийские настроения. В 1521 году вышла в свет книга Джона Мейджора «Великая Британия», в которой впервые в истории общественной мысли Шотландии отстаивались преимущества перспективы англо-шотландской унии и создания единого государства на Британских островах. Рост популярности идеи сближения с Англией проявился также в крахе двух попыток герцога Олбани организовать вооруженную интервенцию на английскую территорию в 1522—1523 годах: шотландские дворяне просто отказались участвовать в войне. Проанглийские настроения активно поддерживались Генрихом VIII, королём Англии, главным агентом в Шотландии которого был граф Ангус.
В 1524 году на волне англофильских настроений герцог Олбани был смещён с поста регента. Было объявлено о начале самостоятельного правления Якова V, однако власть фактически захватил граф Ангус, удерживающий молодого короля на положении заключённого в Эдинбургском замке. Большинство шотландских баронов отказались поддержать правительство Ангуса, однако восстание, поднятое в 1526 году графом Ленноксом с целью освобождения короля провалилось, сам Леннокс был убит. Лишь в 1528 году Якову V удалось при помощи матери бежать из Эдинбурга. Под знамёна короля немедленно собрались шотландские дворяне и изгнали Ангуса из страны.

## Внутренняя политика

### Финансовое состояние в начале правления
Финансовое состояние государства к началу самостоятельного правления Якова V в 1528 году было крайне плачевным: огромные расходы герцога Олбани на поездки во Францию и содержание пышного двора, неэффективность управления графа Ангуса и полная дезорганизация системы сбора доходов с земель королевского домена почти полностью опустошили казну. Центральным вопросом всего правления Якова V в Шотландии стала проблема пополнения бюджета. Королю, отличающемуся от своих предшественников крайней скрупулёзностью в денежных вопросах, граничащей с алчностью, удалось найти по крайней мере три новых крупных источника поступлений: приданое возможной супруги (см. ниже), богатство церкви и конфискации.

### Церковная политика
Благодаря посредничеству герцога Олбани и в качестве компенсации за несостоявшийся брак короля с Екатериной Медичи, папа Климент VII предоставил Якову V право ежегодного взимания налога с шотландского духовенства в размере 10 тыс. фунтов стерлингов. Средства от этого налога должны были пойти на создание новой верховной судебной палаты. Судебная палата к 1540 году действительно была реорганизована, однако большая часть средств, собираемых королевскими чиновниками с духовенства, шла непосредственно в казну.
В период правления Якова V в Шотландию начинает проникать протестантское учение. Видимо с целью сохранения хороших отношений с Римом, которые обеспечивали возможность пользования богатством шотландской церкви, Яков V начал активно преследовать протестантов. В Шотландии запылали костры инквизиции. Самым известным протестантом, сожженным при Якове V, стал Патрик Гамильтон, ученик Мартина Лютера. В то же время, не существует данных о том, что король Яков V предпринимал какие-либо меры для искоренения недостатков или повышения авторитета католической церкви. Наоборот, полное подчинение церкви королевской власти использовалось для изъятия её доходов и раздачи должностей. Шестерым незаконным детям Якова V были пожалованы наиболее богатые шотландские аббатства.

### «Король бедняков»
Политика Якова V в отношении аристократии отличалась несвойственной для шотландских королей суровостью, доходящей иногда до мстительности. Все лица, причастные к правлению графа Ангуса в период несовершеннолетия короля, были осуждены или казнены. Яков V неоднократно совершал карательные экспедиции против непокорных баронов пограничных регионов. В горной Шотландии король вразрез с традиционной политикой опоры на графов Аргайла и Хантли пошёл на сближение с вождями гэльских кланов. Граф Аргайл был обвинён королём в организации беспорядков и отстранён от участия в управлении западными областями страны. В 1540 году Яков V совершил плавание по Оркнейским и Гебридским островам, принимая присягу гэльских лидеров и захватывая заложников.
С другой стороны, король активно занимался проблемами правопорядка и обеспечения безопасности в Шотландии. Резко повысилась эффективность судебной системы. Однако и в этой сфере наблюдалось злоупотребление королевскими прерогативами: любое подозрение в заговоре против короля каралось смертью и конфискацией владений. Стремление любыми средствами повысить доходы казны привело к практике наложения контрибуций на аристократов под угрозой конфискации их земель, а также массовой продаже королевских помилований.
Все это не могло не вызвать раздражения шотландской знати. После 1532 года её представители практически перестали принимать участие в королевском совете и других органах власти. К концу правления Якова V окружение короля состояло, главным образом, из представителей духовенства и мелких землевладельцев. Благодаря своей подчёркнутой заботе о нуждах крестьян и незнатных граждан вообще, Яков V получил прозвище «король бедняков».

### Состояние казны и расходы короля
В результате практики конфискаций, контрибуций и повышению земельных рент, доходы коронных владений к концу правления короля утроились. Резко возросли поступления от отправления правосудия. Оба брака короля принесли в казну приданое на сумму более 200 тыс. ливров, а также многочисленные драгоценности. Огромные суммы также были аккумулированы за счет эксплуатации церковных богатств (налоги на духовенство, раздача должностей).
В то же время Яков V развернул колоссальную программу дворцового строительства: в его правление были возведены королевские дворцы в Стерлинге, Фолкленде, Линлитгоу, которые королева Мария де Гиз считала не уступающими дворцам Франции. Король также содержал огромный для небогатой Шотландии двор и активно приобретал драгоценности и украшения. Беспрецедентные расходы короля при продолжении жесткой внутренней политики вызывали недовольство шотландской знати и её неуверенность в безопасности собственных владений. Все это не могло не вызвать серьёзного внутреннего кризиса, который был усугублен внешней политикой короля.

## Внешняя политика

### Вопрос брака
Яков V на протяжении всего своего правления искал выгодную с финансовой и политической точки зрения невесту. В 1527—1531 годах велись переговоры с папой римским Климентом VII о женитьбе Якова на внучатой племяннице папы Екатерине Медичи. Рассматривались варианты брака короля с дочерью короля Дании и вдовой короля Венгрии. Позднее королю удалось убедить Францию в необходимости заключения династического союза, и 1 января 1537 года Яков V женился на Мадлен де Валуа, дочери короля Франции Франциска I, которая принесла в казну короля приданое в размере 100 тыс. ливров и через несколько месяцев после свадьбы скончалась. Новой невестой короля стала Мария де Гиз, дочь Клода Лотарингского, герцога де Гиза. 10 мая 1538 года Мария прибыла в Шотландию, и вскоре состоялась её свадьба с королём. Второй брак принёс королю ещё 150 тыс. ливров приданого.

### Конфликт с Англией и смерть короля
Яков V, пострадавший в молодости от действий англофильской партии графа Ангуса, на протяжении всего своего правления сохранял враждебность по отношению к Англии. Первое время, однако, пока действовало англо-французское перемирие, эта враждебность не была реализована, велись даже переговоры о возможном браке короля и старшей дочери Генриха VIII Английского Марии Тюдор. Однако разрыв Генриха VIII с папой римским, жестокие преследования католиков в Англии и династический союз Якова V c Францией к концу 1530-х годов резко обострили англо-шотландские отношения.
В сентябре 1541 года по предложению короля Англии была организована встреча королей обоих британских государств в Йорке. Однако Яков V, опасаясь своего пленения, отказался прибыть на переговоры, что вызвало бурный гнев Генриха VIII, впервые совершившего столь далекое путешествие. Было объявлено о мобилизации английских вооруженных сил, в августе 1542 года английская армия вторглась на территорию Шотландии, но была разбита графом Хантли в битве при Хаддон-Риге. Яков V созвал шотландское ополчение, однако большинство шотландских дворян, недовольные внутренней политикой короля, отказались в нём участвовать. Обозленный король сместил Хантли с поста главнокомандующего и, собрав 20-тысячную армию, двинулся к английской границе. 24 ноября 1542 года небольшой шотландский отряд под командованием фаворита короля Оливера Синклэра был разбит при Соллуэй-Моссе.
Потери шотландцев были незначительными, однако поражение вызвало массовое дезертирство и переход некоторых баронов на сторону англичан. Разочарованный и покинутый всеми король вернулся в свой Фолклендский дворец, где 14 декабря 1542 года скончался. Он мучился от рвоты и поноса, до этого ещё заразился венерической болезнью, часто страдал от всевозможных лихорадок и, находясь в состоянии глубокой депрессии, умер от дизентерии. Хронист Роберт Линдси писал, что «его почти до смерти задушила глубокая меланхолия».

## Брак и дети
- (1537) Мадлен Французская, дочь Франциска I, короля Франции
- (1538) Мария де Гиз, дочь Клода Лотарингского, герцога де Гиза

Джеймс Стюарт (1540—1541)
Роберт Стюарт (1541)
Мария I Стюарт, королева Шотландии
Яков V имел также по меньшей мере семь незаконнорождённых детей, среди которых самыми известными являются Джеймс Стюарт, граф Морейский (1531—1570), а также Джон Стюарт, приор Колдингема (1531—1563) и леди Джейн Стюарт (1537—1588), замужем за графом Аргайлом.

## Художественный образ
Яков V — одно из главных действующих лиц в опере Россини «Дева озера» (1819), написанной по одноимённой поэме Вальтера Скотта.